# Ośrodek Zapasowy Artylerii Motorowej nr 1
Ośrodek Zapasowy Artylerii Motorowej Nr 1 – oddział artylerii Wojska Polskiego II RP z okresu kampanii wrześniowej.
Ośrodek Zapasowy Artylerii Motorowej nr 1 nie występował w pokojowej organizacji Wojska Polskiego. Był jednostką formowaną zgodnie z planem mobilizacyjnym „W” w  Górze Kalwarii, w II rzucie mobilizacji powszechnej. Jednostką mobilizującą był 1 pułk artylerii najcięższej.

## Historia i formowanie
W ramach mobilizacji powszechnej w jej II rzucie z kadry i nadwyżek rezerwistów 1 pułku artylerii najcięższej i 1 pułku artylerii motorowej  zmobilizowano Ośrodek Zapasowy Artylerii Motorowej nr 1. Ośrodek ten miał za zadanie przeszkolenie uzupełnień i formowanie baterii marszowych dla jednostek zmobilizowanych przez oba pułki zmotoryzowanej artylerii tj. 2 dam, 6 dacm, 11 dan, 12 dan, 13 dan i 16 dam.
Etat OZAM nr 1 w/g planu mobilizacyjnego przewidywał:
- dowództwo ośrodka,
- bateria gospodarcza,
- bateria artylerii lekkiej (2 armaty 75 mm wz. 1897),
- bateria artylerii ciężkiej (2 armaty 120 mm wz.1878/09/31),
- bateria artylerii najcięższej (1 moździerz 220 mm wz. 32)
- bateria techniczna,
- pluton łączności,
- park OZ.[1]

Dowódcą ośrodka został, były dowódca 1 pan płk Józef Rymut, zastępcą ppłk Piotr Jezierski z 1 pam. Zgodnie z planem ośrodek miał być formowany w oparciu o nadwyżki kadry i rezerwistów pozostałe po zmobilizowaniu dywizjonów zmotoryzowanych 1 pan i 1 pam. Sprzęt i uzbrojenie dla formowanego ośrodka było w większej części zmagazynowane już w składnicy na Moczydłowie w pobliżu Góry Kalwarii. Kadrę i rezerwistów ośrodka stanowiły Oddział Zbierania Nadwyżek 1 pan pod dowództwem mjr. Bronisława Nowakowskiego i Oddział Zbierania Nadwyżek 1 pam pod dowództwem kpt. Leona Rutkowskiego. Do połączenia obu oddziałów nadwyżek prawdopodobnie nie doszło do końca kampanii wrześniowej z uwagi na zbombardowanie torów kolejowych i transportu kolejowego OZN 1 pam.

## Działania bojowe we wrześniu 1939 r.
W trakcie mobilizacji powszechnej z uwagi na zgłaszanie się licznych rezerwistów różnych rodzajów broni utworzono oddział zbierania nadwyżek 1 pan pod dowództwem mjr. Bronisława Nowakowskiego z 2 działową baterią armat 75 mm wz.1897. Oddział ten, po przejściu na wschodnią stronę Wisły przez most w Brzuminie, 4 września wszedł w skład Zgrupowania płk. Tadeusza Komorowskiego i stanowił odwód zgrupowania. Z OZN 1 pan wydzielono jeden działon do wsparcia Oddziału Wydzielonego mjr. Jasiewicza broniącego przeprawy w rejonie Brzumina. Nocą 6/7 września przez Wisłę mostem w Brzuminie przeprawiła się pozostałość OZAM nr 1 pod dowództwem płk. Rymuta wraz z resztą sprzętu  ośrodka, w tym 2 armatami 120 mm wz.1878/09/31 i 1 moździerzem 220 mm kal. 32 i kilkunastu pojazdami oraz ok. 80 oficerami i szeregowymi ośrodka. Grupa ta rozlokowała się w lesie w pobliżu Sobień Jezior. Podchorążowie za zgodą mjr Jasiewicza nocą 8/9 września uruchomili porzucony w pobliżu mostu w Brzuminie ciągnik C2P z armatą plot. 40 mm wz. 36. 9 września żołnierze Oddziału mjr. Nowakowskiego stoczyli dwie potyczki z niemieckimi patrolami, które przeprawiły się przez Wisłę.     
9 września po południu grupa OZAM nr 1 płk. Rymuta licząca kilkudziesięciu żołnierzy na kilku motocyklach, kilku samochodach ciężarowych i kilku osobowych oraz ciągnika C2P z armatą 75 mm i armatą plot 40 mm wycofała się w kierunku wschodnim. Z nieznanych przyczyn w rejonie Sobień porzucono obie armaty 120 mm i kompletny moździerz 220 mm. Do wieczora tego dnia z patroli i rozproszonych żołnierzy oddziału zapasowego, pchor. Szober zebrał ponad dwudziestu żołnierzy i pozostawioną, w tym celu ciężarówką oraz z przyczepą amunicyjną moździerza wyruszył w ślad grupy płk. Rymuta trasą Garwolin, Łuków, Białą Podlaską, Brześć nad Bugiem na Włodawę. Następnie Luboml, Kowel, Łuck dotarła do Dubna nie napotykając grup płk. Rymuta i mjr. Nowakowskiego. 19 września grupa pchor. Szobera na wieść o agresji ZSRR uległa rozwiązaniu się. 19 września granicę rumuńską przekroczyła grupa płk. Rymuta. Od grupy płk. Rymuta odłączyła się w trakcie marszu nadmiernie obciążona obsada ciągnika C2P z dwoma armatami pod dowództwem pchor. Tadeusza Oryńskiego. 13 września w rejonie Włodawy, skierowana została do Piszczy, gdzie weszła w skład obrony rejonu tej miejscowości. OZN 1 pan mjr. Nowakowskiego w trakcie przemieszczania się w kierunku granic węgierskiej lub rumuńskiej została otoczona w rejonie Halicza 21 września, rozbrojona przez wojska sowieckie.     
Oddział Zbierania Nadwyżek 1 pam osiągnął stan 402 oficerów i szeregowych pod dowództwem kpt. Leona Rutkowskiego. OZN 1 pam załadowano do transportu kolejowego w nocy 5/6 września 1939 roku i wysłano celem połączenia się z Ośrodkiem Zapasowym Artylerii Motorowej nr 1, który organizowany był w mobilizacji powszechnej w Górze Kalwarii. Po przybyciu do Radymna w dniu 7 września stacja i pociąg były kilkakrotnie bombardowane przez lotnictwo wroga. W wyniku czego poległo 17 żołnierzy, a ok. 40 zostało rannych, zniszczeniu uległa 1 armata 75 mm, akta 1 pam uległy spaleniu. Z uwagi na zniszczenie torów kolejowych, transport zgodnie z rozkazem dowództwa DOK nr X miał wrócić do Stryja. Po dotarciu do Dobromila oddział, z uwagi na zniszczenia linii kolejowej wywagonowano i marszem pieszym i samochodowym dotarł w okolice Stryja, a następnie 12 września wymaszerował do Doliny. Na miejscu w składzie trzech baterii pod dowództwem ppłk. Piotra Jezierskiego w sile 311 żołnierzy uzbrojony w 1 rkm i ok. 70 kbk prowadził uzbrojoną częścią działania patrolowe. Przemaszerował do Nadwórnej, gdzie dotarł 17 września. Skąd przemieścił się w kierunku granicy polsko-węgierskiej. Połączył się z 10 BK płk. Maczka i przekroczył w dniu 19 września granicę na Przełęczy Tatarskiej i został internowany.    